# Dreptacz okazały
Dreptacz okazały (Badister unipustulatus) – gatunek chrząszcza z rodziny biegaczowatych i podrodziny dzierowatych. Zamieszkuje palearktyczną Eurazję od Azorów po Syberię i Azję Środkową. Zasiedla pobrzeża wód.

## Taksonomia
Gatunek ten opisany został po raz pierwszy w 1813 roku na podstawie okazów z Włoch przez Franco Andreę Bonelliego na łamach „Mémoires de l'Académie Impériale des Sciences, Littérature et Beaux-Arts de Turin: Sciences Physiques et Mathématiques”.

## Morfologia
Chrząszcz o wydłużonym ciele długości od 6,1 do 8,7 mm.
Głowa jest czarna, niemal tak szeroka jak przedplecze i od 1,3 do 1,7 raza od niego dłuższa. Warga górna jest na przedniej krawędzi ostro, V-kształtnie wycięta. Aparat gębowy ma prawą żuwaczkę wykrojoną na krawędzi zewnętrzno-grzbietowej, lewą zaś niezmodyfikowaną. Głaszczki są czerwonobrązowe z przyczernionymi szczytami członów drugiego i trzeciego. Ostatni człon głaszczków szczękowych jest spiczasty. Czułki są czerwonobrązowe z brązowymi i na szczytach zaczernionymi członami od drugiego do czwartego, a czasem także z zaczernionym szczytem członu pierwszego.
Przedplecze jest żółtoczerwone, żółtobrązowe, czerwone lub czerwonobrązowe, wyraźnie silniej zwężone ku tyłowi niż ku przodowi. Tarczka jest czerwonobrązowa, niewiele ciemniejsza od tła pokryw. Pokrywy u samic są wyraźnie szersze niż u samców. U obu płci mają tło żółtoczerwone, żółtobrązowe lub czerwone z czarnym wzorem, typowo w postaci pary półksiężycowatych plam, czasem jednak rozbitych na dwie lub trzy pary kropek, niekiedy z zaczernieniem okolicy tarczki. Międzyrzędy są gładkie. Powierzchnie pokryw mają po jednym chetoporze (punkcie szczecinkowym) przytarczkowym i po dwa (rzadko trzy) chetopory dyskalne. Irydyzacja powierzchni pokryw jest silna, a ich mikrorzeźba drobna – na 10 μm długości mieści się cztery do pięciu cienkich rysek poprzecznych o konturach rozmytych nawet przy 150-krotnym powiększeniu. Wierzchołkową krawędzią pokryw biegnie szereg krótkich, ale wyraźnych włosków. Skrzydła tylnej pary są w pełni wykształcone. Episternity śródtułowia są żółtoczerwone do czerwonych, natomiast barwa zapiersia i odwłoka jest czarna. Odnóża są pomarańczowe; u samca przednia ich para ma rozszerzone człony stóp od pierwszego do trzeciego.
Genitalia samca mają edeagus o szerokim, owalnym, dość niesymetrycznym pierścieniu z krótkim i na prawo skrzywionym szczytem, trójkątnej paramerze prawej z lekko zaokrąglonym brzegiem dosiebnym, a także szerokiej paramerze lewej z wyraźnym wcięciem u nasady szeroko zaokrąglonej krawędzi proksymalnej i lekko wypukłą krawędzią wierzchołkową. Płat środkowy (prącie) jest wyraźnie w widoku brzusznym niesymetryczny, na spodzie części wierzchołkowej z rozdętym guzkiem. Genitalia samicy mają krótką, szeroką, czapeczkowatą torebkę kopulacyjną i długą, C-kształtną spermatekę ze spiralnie skręconą w lewo częścią odsiebną. Tylne części laterotergitów są nieco wyciągnięte, dzwonkowate i mocno zesklerotyzowane. Wszystkie szczecinki na szczytowych krawędziach spodu laterotergitów skierowane są ku przodowi, mniej lub bardziej prostopadle do owych krawędzi. Pierwszy gonokoksyt ma kształt trójkątny, lejkowaty i pozbawiony jest punktowania, drugi zaś jest wydłużony, lekko zakrzywiony, o zaostrzonej na szczycie blaszce i lekko zakrzywionej grzbietowo-środkowej szczecince szablastej.

## Ekologia i występowanie
Owad rozmieszczony na nizinach. Zasiedla wilgotne, zarośnięte pobrzeża wód oraz zacienione mokradła, najchętniej brzegi małych zbiorników śródleśnych.
Gatunek palearktyczny o euro-syberyjsko-środkowoazjatyckim rozsiedleniu. W Europie znany jest z Azorów, Portugalii, Hiszpanii, Irlandii, Wielkiej Brytanii, Francji, Belgii, Holandii, Niemiec, Szwajcarii, Austrii, Włoch, Malty, Danii, Szwecji, Finlandii, Estonii, Łotwy, Litwy, Polski, Czech, Słowacji, Ukrainy, Mołdawii, Rumunii, Bułgarii, Słowenii, Chorwacji, Bośni i Hercegowiny, Serbii, Czarnogóry, Albanii, Macedonii Północnej, Grecji oraz europejskiej części Rosji. W Azji podawany jest z zachodniosyberyjskiej części Rosji, anatolijskiej części Turcji, Gruzji, Armenii, Kazachstanu i Uzbekistanu.